# Флире
Флире́ (фр. Flirey) — коммуна во французском департаменте Мёрт и Мозель региона Лотарингия. Относится к кантону Тиокур-Реньевиль. 

## География
Флире расположен в 37 км к юго-западу от Меца и в 32 км к северу от Нанси. Соседние коммуны: Лиме-Ременовиль на востоке, Лиронвиль на юго-востоке, Бернекур на юге, Бомон на юго-западе, Сешепре на западе, Сен-Буссан на северо-западе.

## История
- Коммуна была полностью разрушена во время Первой мировой войны.

## Демография
Население коммуны на 2010 год составляло 180 человек.
| 1962 | 1968 | 1975 | 1982 | 1990 | 1999 | 2010 |
| ---- | ---- | ---- | ---- | ---- | ---- | ---- |
| 141  | 149  | 138  | 154  | 144  | 173  | 180  |

## Достопримечательности

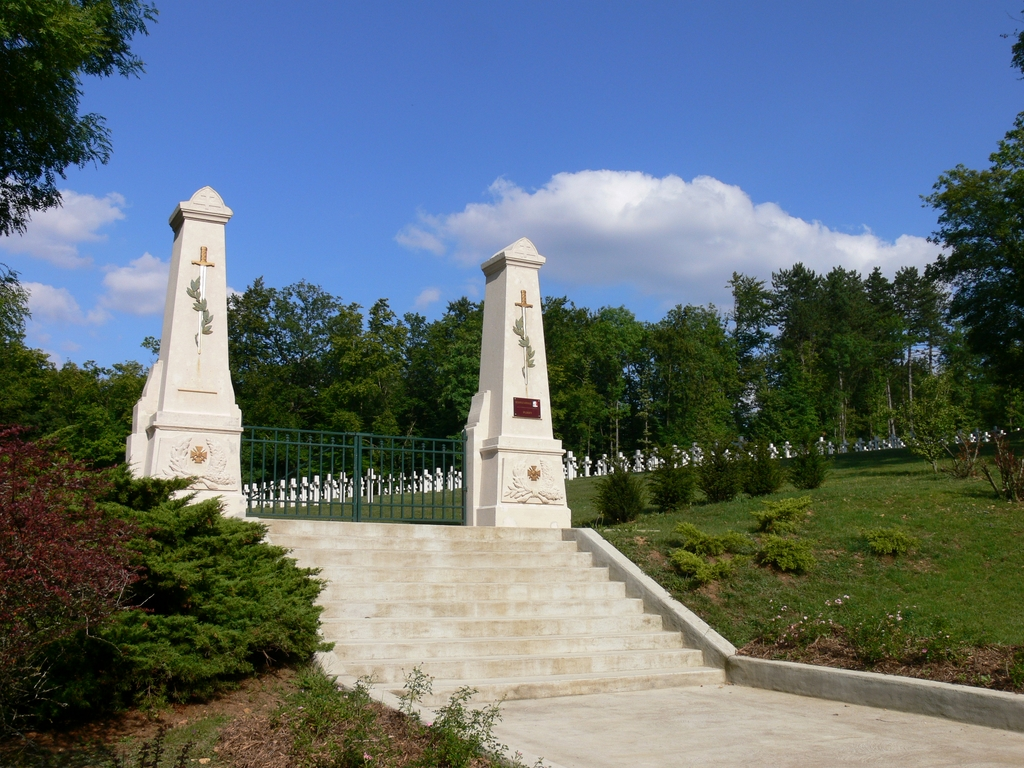
Национальный некрополь погибших в Первую мировую войну.

- Военное французское кладбище времён Первой мировой войны. Здесь находится могила французского писателя Пьера-Мориса Массона (Pierre-Maurice Masson, 1879—1926), убитого под Флире во время войны. Писатель похоронен не на военном, а на гражданском кладбище. Зато на военном похоронено около 30 русских солдат